# Porto Salvo
Porto Salvo – parafia (freguesia) Oeiras, w Portugalii. W 2011 zamieszkiwało ją 15 157 mieszkańców, na obszarze 7,35 km².